# Montipora flabellata
Espèce
Statut de conservation UICN

 VU D2 : Vulnérable
Statut CITES
Montipora flabellata est une espèce de coraux appartenant à la famille des Acroporidae.